# 1939 no jornalismo
Nesta página encontrará referências aos acontecimentos directamente relacionados com o jornalismo ocorridos durante o ano de 1939.

## Nascimentos
| Data          | Nome         | Profissão             | Nacionalidade | Observações | Ref |
| ------------- | ------------ | --------------------- | ------------- | ----------- | --- |
| 13 de janeiro | Afonso Praça | jornalista e escritor | Portugal      | m. 2001     |     |

## Mortes
| Data        | Nome                             | Profissão                                            | Nacionalidade | Observações | Ref |
| ----------- | -------------------------------- | ---------------------------------------------------- | ------------- | ----------- | --- |
| 12 de junho | António Lobo de Almada Negreiros | jornalista e escritor colonialista, ensaísta e poeta | Portugal      | n. 1868     |     |